# Orsola Maddalena Caccia
Orsola Maddalena Caccia, född 1596, död 1676 var en italiensk konstnär.
Hon var verksam som målare. Hon var nunna och är känd för sina religiösa verk, målningar i mannerism och stilleben. 